# Mughalsarai

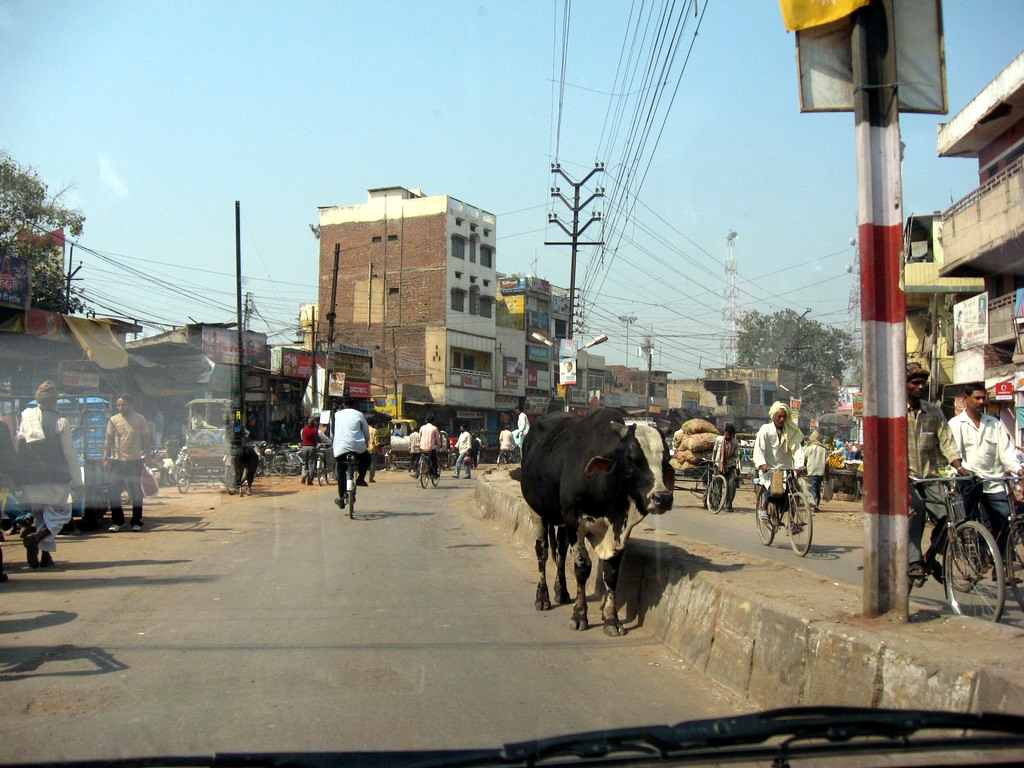
Gata i Mughalsarai.

Mughalsarai (alternativt Mughal Sarāi) är belägen i den indiska delstaten Uttar Pradesh, och är den största staden i distriktet Chandauli. Den är dock inte distriktets administrativa huvudort, det är Chandauli. Staden hade 109 650 invånare vid folkräkningen 2011, med förorter 152 091 invånare.